# Reinhold Sebott
Reinhold Sebott SJ (* 23. März 1937 in Fulda) ist ein deutscher Kirchenrechtler.

## Leben
Reinhold Sebott begann nach dem Erwerb des Lizentiats der Philosophie in Pullach bei München 1962 und des Lizentiats der Theologie in Sankt Georgen 1968 – dazwischen lag eine zweijährige Zeit als Erzieher im Internat des Aloisiuskollegs der Jesuiten in Bonn-Bad Godesberg – mit dem Studium des Kirchenrechts an der Päpstlichen Universität Gregoriana in Rom. Nach dem Erwerb des Bakkalaureats und Lizentiats im Kirchenrecht wurde er dort 1974 zum Doctor iuris canonici promoviert und 1977 an der PTH Sankt Georgen mit seiner Arbeit Religionsfreiheit und Verhältnis von Kirche und Staat habilitiert und im gleichen Jahre dort zum Professor extraordinarius, 1981 zum Professor ordinarius ernannt. 1980 erwarb er außerdem am Angelicum der Dominikaner in Rom den Grad eines Doctor theologiae.
Sebott begann seine Lehrtätigkeit im Fach Kirchenrecht in Sankt Georgen mit dem Wintersemester 1973/74. Zusätzlich lehrte er von 1975 bis 1985 in Rom Staatskirchenrecht an der Päpstlichen Universität Gregoriana, und zwar in Latein – die Kirchenrechtsfakultät der Gregoriana war bis 1991 die letzte Fakultät der Welt, an der die Lehrveranstaltungen in lateinischer Sprache gehalten wurden. Ursprünglich war Sebott für die Tätigkeit in Rom bestimmt. In Sankt Georgen sollte er eigentlich nur seinen Vorgänger vertreten, nämlich Johannes Günter Gerhartz, der 1972 Provinzial der Niederdeutschen Provinz und 1978 erster Provinzial der aus der Nieder- und der Ostdeutschen Provinz vereinigten Norddeutschen Provinz der Jesuiten geworden war. Als Johannes Günter Gerhartz 1983 als Sekretär der Gesellschaft Jesu in die Generalkurie nach Rom versetzt wurde, übernahm Sebott allein die Verantwortung für das Fach Kirchenrecht an der Philosophisch-Theologischen Hochschule Sankt Georgen. Er wurde am Ende des Wintersemesters 2004/05 emeritiert.

## Schriften (Auswahl)
- Das Problem der Religionsfreiheit bei John Courtney Murray. Gregoriana, Rom 1974, OCLC 913279499 (zugleich Dissertation, Gregoriana 1974).
- Religionsfreiheit und Verhältnis von Kirche und Staat. Der Beitrag John Courtney Murrays zu einer modernen Frage (= Analecta Gregoriana. Band 206). Gregoriana, Rom 1977, OCLC 806424359.
- Die theologische Grundlegung des Rechts in der katholischen Kirche. Gregoriana, Rom 1980, OCLC 985463260 (zugleich Dissertation, Angelicum 1980).
- Das neue kirchliche Eherecht. Knecht, Frankfurt am Main 1983, ISBN 3-7820-0495-7.
  - Das neue kirchliche Eherecht. 2. völlig neu bearbeitete Auflage, Knecht, Frankfurt am Main 1990, ISBN 3-7820-0602-X.
  - Das neue kirchliche Eherecht. 3. völlig neu bearbeitete Auflage, Knecht, Frankfurt am Main 2005, ISBN 3-7820-0889-8.
- mit Corrado Marucci: Il nuovo diritto matrimoniale della chiesa. Dehoniane, Neapel 1985, OCLC 802603999.
- Das neue Ordensrecht. Kommentar zu den Kanones 573–746 des Codex iuris canonici. Butzon und Bercker, Kevelaer 1988, ISBN 3-7666-9563-0.
- Das kirchliche Strafrecht. Kommentar zu den Kanones 1311–1399 des Codex iuris canonici. Knecht, Frankfurt am Main 1992, ISBN 3-7820-0640-2.
- Fundamentalkanonistik. Grund und Grenzen des Kirchenrechts. Knecht, Frankfurt am Main 1993, ISBN 3-7820-0672-0.
- Ordensrecht. Kommentar zu den Kanones 573–746 des Codex iuris canonici. Knecht, Frankfurt am Main 1995, ISBN 3-7820-0723-9.
- als Herausgeber mit Hans-Winfried Jüngling und Josef Hainz: »Den Armen eine frohe Botschaft«. Festschrift für Bischof Franz Kamphaus zum 65. Geburtstag. Knecht, Frankfurt am Main 1997, ISBN 3-7820-0751-4.
- Braucht die Kirche ein Recht?. Johannes-Verlag, Leutesdorf 2001, ISBN 3-7794-1456-2.
- Gnadenrecht. Der Beitrag von Hans Adolf Dombois zur Fundamentalkanonistik. Lang, Frankfurt am Main/Berlin/Bern/Brüssel/New York/Oxford/Wien 2009, ISBN 978-3-631-58718-8.
- Fünfzehn Predigten in Sankt Georgen und anderswo (= Sankt Georgener Predigten. Heft 13). Philosophisch-Theologische Hochschule Sankt Georgen, Frankfurt am Main 2012, OCLC 815338411.